# Dreiband-Saison 2011/12
Die Dreiband-Saison 2011/12 lief vom August 2011 bis zum Juli 2012. Ausnahmen waren die Weltmeisterschaft, die nicht, wie sonst üblich, im Herbst, sondern schon im Juli ausgetragen wurde, und die Verhoeven Open, die erst Anfang August 2012 stattfand. Dies war kein feststehender Turnierkalender. Die Verbände Union Mondiale de Billard (UMB) und Confédération Européenne de Billard (CEB) konnten während des laufenden Spielbetriebs noch weitere Turniere genehmigen.

## Allgemeines
Anders als bei der Snooker-Main-Tour, wo die Profi-Spieler von ihren Turniererfolgen leben müssen (bei gleichzeitig höheren Preisgeldern), sind beim Karambolage die Spieler noch im normalen Ligabetrieb eingebunden und stehen bei den Clubs/Vereinen (ähnlich wie Fußballer) unter Vertrag und werden von diesen bezahlt. Topspieler wie z. B. Martin Horn, Frédéric Caudron oder Torbjörn Blomdahl spielen oft europaweit für zwei oder mehr Vereine. Da sowohl der Weltverband Union Mondiale de Billard (UMB), als auch der Kontinentalverband Confédération Européenne de Billard (CEB) in Europa beheimatet sind, wurde bei deren Gründung der Ligabetrieb berücksichtigt. Aus dieser Tatsache ergibt sich die relativ niedrige Turnieranzahl pro Jahr, im Vergleich zum Snooker. Die Vereine spielen im Coupe d’Europe, vergleichbar mit der UEFA Champions League, noch ihre Besten aus.

## Ranglistenturniere
Bei den folgenden Turnieren werden Ranglistenpunkte für die Welt- bzw. Europarangliste vergeben. Aufgeführt sind hier nur internationale Welt- und Europaturniere. Kontinentalturniere die von der amerikanische Confederación Panamericana de Billar (CPB) oder asiatischen Asian Carom Billiard Confederation (ACBC) durchgeführt sind hier nicht dargestellt.

### Herren
| Datum                             | Turnier             | Ort               | Sieger                    | Erg.              | Finalist               | Ref               |
| Einzelwettbewerbe                 | Einzelwettbewerbe   | Einzelwettbewerbe | Einzelwettbewerbe         | Einzelwettbewerbe | Einzelwettbewerbe      | Einzelwettbewerbe |
| --------------------------------- | ------------------- | ----------------- | ------------------------- | ----------------- | ---------------------- | ----------------- |
| 12. bis 16. Juli 2011             | Weltmeisterschaft   | Lima              | Dick Jaspers              | 3:2               | Marco Zanetti          | [ 1 ]             |
| 29. August bis 4. September 2011  | Weltcup 2011/3      | Suwon             | Torbjörn Blomdahl         | 3:0               | Cho Jae-ho             | [ 2 ]             |
| 26. September bis 2. Oktober 2011 | Weltcup 2011/4      | Wien              | Frédéric Caudron          | 3:1               | Torbjörn Blomdahl      | [ 3 ]             |
| 4. bis 10. Dezember 2011          | Weltcup 2011/5      | Hurghada          | Adnan Yüksel              | 3:1               | Jérémy Bury            | [ 4 ]             |
| 13. bis 19. Februar 2012          | Weltcup 2012/1      | Antalya           | Choi Sung-won             | 3:2               | Tayfun Taşdemir        | [ 5 ]             |
| 24. bis 27. Mai 2012              | Europameisterschaft | Istanbul          | Filipos Kasidokostas      | 40:26             | Raimond Burgman        | [ 6 ]             |
| Mannschaftswettbewerbe            |                     |                   |                           |                   |                        |                   |
| 1. bis 4. März 2012               | Team-WM             | Viersen           | Belgien                   | 2:0               | Deutschland            | [ 7 ]             |
| 7. bis 10. Juni 2012              | Coupe d’Europe      | Schiltigheim      | AS AGIPI Courbevoie       | 6:0               | Futebol Clube do Porto | [ 8 ]             |
| ???                               | DPMM                | ?                 | BF Horster-Eck Essen 1959 | ?                 | BCC Witten 1931        |                   |

### Junioren
| Datum                    | Turnier     | Ort             | Sieger        | Erg. | Finalist    | Ref   |
| ------------------------ | ----------- | --------------- | ------------- | ---- | ----------- | ----- |
| 10. bis 12. Oktober 2011 | Junioren-WM | Guatemala-Stadt | Kim Haeng-jik | 3:1  | Kim Jun-tae | [ 9 ] |

## Einladungsturniere
Bei diesen Turnieren werden grundsätzlich keine Ranglistenpunkte vergeben, einzige Ausnahme ist die Verhoeven Open/USA, bei denen US-Spieler Punkte für die USBA-Rangliste erhalten.

### Herren
| Datum                    | Turnier               | Ort          | Sieger                           | Erg.  | Finalist                       | Ref           |
| ------------------------ | --------------------- | ------------ | -------------------------------- | ----- | ------------------------------ | ------------- |
| 7. bis 9. Oktober 2011   | ANAG Billard Cup      | Olmütz       | Esteve Mata                      | 2:1   | Marek Faus                     | [ 10 ]        |
| 27. bis 29. Januar 2012  | AGIPI Masters-Quali 1 | Schiltigheim | Tayfun Taşdemir Jozef Philipoom  | –     | Kang Dong-koong Ryūji Umeda    | [ 11 ] [ 12 ] |
| 24. bis 26. Februar 2012 | AGIPI Masters-Quali 2 | Schiltigheim | Filipos Kasidokostas Martin Horn | –     | Torbjörn Blomdahl Dick Jaspers | [ 13 ] [ 14 ] |
| 22. bis 25. März 2012    | AGIPI Masters-Finale  | Schiltigheim | Torbjörn Blomdahl                | 50:31 | Kim Kyung-roul                 | [ 15 ]        |
| 1. bis 5. August 2012    | Verhoeven Open        | New York     | Pedro Piedrabuena                | 40:37 | Torbjörn Blomdahl              | [ 16 ] [ 17 ] |

## Nationale Turniere
| Datum                              | Turnier                 | Ort               | Sieger              | Erg. | Finalist        | Ref    |
| ---------------------------------- | ----------------------- | ----------------- | ------------------- | ---- | --------------- | ------ |
| 11. bis 13. November 2011          | Deutsche Meisterschaft  | Bad Wildungen     | Martin Horn         | 3:0  | Andreas Niehaus | [ 18 ] |
| 19. bis 22. Januar 2012            | Österreichische STM     | Wien              | Andreas Kronlachner | 3:0  | Georg Schmied   | [ 19 ] |
| 19. November bis 11. Dezember 2011 | Schweizer Meisterschaft | La Chaux-de-Fonds | Torsten Danielsson  | 8:8  | René Hendriksen | [ 20 ] |